# Marinha do Paraguai
A Marinha do Paraguai (Espanhol: Armada Paraguaya) é uma das Forças Armadas do Paraguai, encarregada da defesa dos recursos hídricos do Paraguai. A força conta com 5.400 militares e é a maior força naval de países que não dispõem de costa.

## Missão e Objetivos
Sua missão principal é contribuir para a defesa do Paraguai, a fim de proteger e garantir a soberania sobre seus recursos hídricos. Outras missões são
- A custódia e defesa das costas, portos e zonas de interesse fluvial em sua área de atuação;
- Executar apoio logístico para missão em conjunto com outras forças;
- Exercer funções de guarda costeira em sua área de atuação;
- Cooperar com as tarefas de defesa civil em desastres naturais, proteção ambiental e reestabelecimento da ordem interna.

## Estrutura
Informações: 
Comando da Marinha
- Estado Maior da Marinha
  - Estado Maior Geral
  - Estado Maior Especial
- Estado Maior de Pessoal

- Comando da Frota de Guerra (COMANFLOT)
  - Canhoneiro Paraguay (C-1)
  - Navio de Patrulha Fluvial Cap. Cabral (P-01)
  - Navio de Patrulha Fluvial Itaipú (P-05)
  - Aviso de Patrulha Cap. Ortiz (P-06)
  - Aviso de Patrulha Ten. Robles (P-07)
  - Lancha de Patrulha Yhaguy (P-08)
  - Lancha de Patrulha Tebicuary (P-09)
  - Lancha de Patrulha LP 102 a LP106
  - Iate Presidencial 3 de Fevereiro
  - Rebocador de Porto Triunfo (R-4)
  - Rebocador de Porto Angostura (R-5)

- Comando de Infantaria da Marinha (COMM)
  - 1º Batalhão de Infantaria da Marinha (BIM 1) - Villa del Rosario
  - 2º Batalhão de Infantaria da Marinha (BIM 2) - San Lázaro
  - 3º Batalhão de Infantaria da Marinha (BIM 3) - Assunção
- Comando de Aviação Naval (COMAVAN)
  - Grupo Aeronaval de Helicópteros (GAHE) - Assunção
    - Esquadrilha de Helicópteros de Ataque (EHA)
    - Esquadrilha de Propósitos Gerais (EPG)

  - Grupo Aeronaval de Propósitos Gerais (GAPG)
  - Grupo Aeronaval de Treinamento (GAEN)
- Comando de Apoio ao Combate (COMAPCOM)
  - Divisão de Hidrografia
  - Divisão de Navegação
  - Grupamento de Mergulhadores
  - Companhia de Conscritos
- Comando de Institutos Navais de Ensino (CINAE)
  - Escola de Comando e Estado Maior (ECEMA)
  - Escola de Aperfeiçoamento de Oficiais da Marinha (EPOA)
  - Escola de Aperfeiçoamento de Sub-Oficiais da Marinha (EPSOA)
  - Centro de Instrução Militar e Formação de Oficiais de Reserva (CIMEFOR)
  - Escola de Formação de Sub-Oficiais da Marinha (EFSOA)
  - Escola Náutica da Marinha
  - Cursos Especiais (CCEE)
- Prefeitura Geral Naval (PGN)
  - Quartel General da Prefeitura Geral Naval
  - Estado Maior da Prefeitura Geral Naval
    - Prefeitura Naval de Pillar
    - Prefeitura Naval de Alberdi
    - Prefeitura Naval Central
    - Prefeitura Naval de Concepción
    - Prefeitura Naval de Olimpo
    - Prefeitura Naval da Capital
    - Prefeitura Naval de Ayolas
- Direção de Material (DIRMAT)
  - Arsenal da Marinha
  - Direção de Engenharia e Projetos
  - Direção do Serviço de Tren
- Direção de Apoio e Serviço (DIAPSER)
  - Direção do Serviço de Intendência da Marinha
  - Direção do Serviço de Saúde da Marinha
- Direção de Tecnologia da Informação e Comunicações
- Áreas Navais
  - Área Naval de Canindeyú
  - Área Naval de Ciudad del Este
  - Área Naval de Itapuá
  - Área Naval de Confluência
  - Área Naval de Pozo Hondo
  - Área Naval de Bahía Negra

## Inventário
| Classe                      | Navio         | Número      | Deslocamento | Construção      |
| Canhoneiro                  | Canhoneiro    | Canhoneiro  | Canhoneiro   | Canhoneiro      |
| --------------------------- | ------------- | ----------- | ------------ | --------------- |
| Humaítá                     | Paraguay      | C-1         | 636 t        | Itália          |
| Navio de Patrulha           |               |             |              |                 |
|                             | Cap. Cabral   | P-01        | 190 t        | Países Baixos   |
| Roraíma                     | Itaipú        | P-05        | 365 t        | Brasil          |
| Lancha de Patrulha          |               |             |              |                 |
| Tzu Chiang                  | Cap. Ortiz    | P-06        | 47 t         | Taiwan          |
| Tzu Chiang                  | Ten. Robles   | P-07        | 47 t         | Taiwan          |
|                             | Yaghuy        | P-08        | 22 t         | Taiwan          |
| Tebicuay                    | P-09          |             | 22 t         | Taiwan          |
| LP                          |               | LP-102      | 18 t         | EUA             |
| LP                          | LP-103        |             | 18 t         | EUA             |
| LP                          | LP-104        |             | 18 t         | EUA             |
| LP                          | LP-105        |             | 18 t         | EUA             |
| LP                          | LP-106        |             | 18 t         | EUA             |
| Croq 15                     |               | LP-201      | 10 t         | Austrália       |
| Croq 15                     | LP-202        |             | 10 t         | Austrália       |
| Croq 15                     | LP-203        |             | 10 t         | Austrália       |
| Pirá 500 SL5                |               | 43 unidades |              | Paraguai        |
| Pirá 240 SVX                |               | 43 unidades |              | Paraguai        |
| Pirá 170 SVX                |               | 43 unidades |              | Paraguai        |
| Rebocadores                 |               |             |              |                 |
|                             | Triunfo       | R-4         | 70 t         | Estados Unidos  |
| Angostura                   | R-5           |             | 70 t         | Estados Unidos  |
| Lancha de Desembarque       |               |             |              |                 |
| LCVP Mk.7                   |               | EDVP-01     | 9 t          | Brasil Paraguai |
| LCVP Mk.7                   | EDVP-02       |             | 9 t          | Brasil Paraguai |
| LCVP Mk.7                   | EDVP-03       |             | 9 t          | Brasil Paraguai |
| Navio de Transporte Fluvial |               |             |              |                 |
|                             | Ten. Herreros | T-1         | 420 t        | Espanha         |
| Iate Presidencial           |               |             |              |                 |
|                             | 3 de Febrero  |             | 98 t         | Paraguai        |

### Aviação Naval
| Aeronave                   | Variante                                                    | Em serviço            | Tipo                  | Origem                |                       |
| Aeronaves Utilitárias      | Aeronaves Utilitárias                                       | Aeronaves Utilitárias | Aeronaves Utilitárias | Aeronaves Utilitárias | Aeronaves Utilitárias |
| -------------------------- | ----------------------------------------------------------- | --------------------- | --------------------- | --------------------- | --------------------- |
| Cessna 182 Skylane         | 182Q Skylane                                                | 1                     | Utilitárias           | Estados Unidos        |                       |
| Cessna 206 Stationair      | U206G Stationair                                            | 1                     | Utilitárias           | Estados Unidos        |                       |
| Cessna 210 Centurion       | 210 Centurion 210M Centurion 210N Centurion T210L Centurion | 1 2 1                 | Utilitárias           | Estados Unidos        |                       |
| Aeronaves de Treinamento   |                                                             |                       |                       |                       |                       |
| Cessna 150                 | 150M                                                        | 1                     | Treinamento           | Estados Unidos        |                       |
| Aeronave de Asas Rotativas |                                                             |                       |                       |                       |                       |
| Helibrás HB.350 Esquilo    | HB.350B                                                     | 1                     | Utilitário            | Brasil                |                       |

## Ver Também
- Força Aérea do Paraguai